# Acetanilide
L'acetanilide (o antifebbrina, acetilanilina, N-fenilacetammide) è l'ammide dell'anilina e dell'acido acetico.
A temperatura ambiente si presenta come polvere cristallina bianca inodore e di sapore amaro. Solubile in 220 parti d'acqua a temperatura ambiente ed in 21 parti in acqua bollente. Solubile in alcool etilico, etere etilico, cloroformio e glicerina. È un composto nocivo.

## Sintesi
Sintetizzata principalmente per reazione tra il cloridrato di anilina e l'anidride acetica.

## Reattività
- Se scaldata in una soluzione di idrossido di sodio si sviluppa anilina; aggiungendo qualche goccia di cloroformio si forma fenilcarbilammina riconoscibile dall'odore sgradevole.
- Se ad una soluzione satura si aggiungono alcune gocce di acqua di bromo si ottiene un precipitato bianco.

## Usi
L'acetanilide fu usata come precursore nella sintesi della penicillina ed è tuttora un intermedio nella sintesi di numerosi composti di interesse farmaceutico.
L'acetanilide ha proprietà analgesiche e antipiretiche; appartiene alla stessa classe di farmaci quali l'acetaminofene anche conosciuto come paracetamolo. Fu usata come farmaco fino al 1948 quando venne sostituita da altri farmaci analoghi meno tossici. La sua tossicità si esplica principalmente a carico di fegato e reni.
Trova impiego come inibitore dell'acqua ossigenata e stabilizzante delle vernici a base di esteri della cellulosa. Trova inoltre impiego nella sintesi di acceleranti per gomma, coloranti e intermedi della sintesi di coloranti.